# Spirit (album, Leona Lewis)
Spirit je debutové album anglické zpěvačky Leony Lewis, které vyšlo v roce 2007. Leona Lewis vyhrála v roce 2006 pěveckou soutěž The X Factor, kde získala milion liber a nahrávací smlouvu. Deska obdržela většinou pochvalné recenze a v mnoha světových hitparádách se dostala na první místo prodejního žebříčku.
Ve Spojeném království se v prvním týdnu prodalo desky přes 130 000 kopií a stala se tak nejrychleji prodávaným debutem od desky Arctic Monkeys Whatever People Say I Am, That's What I'm Not. Deska se na britských ostrovech stala druhou nejprodávanější za rok 2007.
Titulní singl z alba Bleeding Love byla také velmi úspěšným a kraloval několik týdnů i prestižnímu žebříčku Billboard Hot 100.

## Seznam písní
1. Bleeding Love – 4:23
2. Whatever It Takes – 3:27
3. Homeless – 3:50
4. Better in Time – 3:54
5. Yesterday – 3:54
6. Take a Bow – 3:54
7. I Will Be – 3:59
8. Angel – 4:14
9. Here I Am – 4:52
10. I'm You– 3:48
11. The Best You Never Had – 3:43
12. The First Time Ever I Saw Your Face – 4:26
13. Footprints in the Sand – 4:08

## Umístění
| Hitparáda      | Umístění |
| -------------- | -------- |
| Austrálie      | 1        |
| Rakousko       | 1        |
| Belgie         | 5        |
| Kanada         | 1        |
| Dánsko         | 3        |
| Evropa         | 2        |
| Finsko         | 14       |
| Francie        | 21       |
| Německo        | 1        |
| Řecko          | 8        |
| Maďarsko       | 28       |
| Irsko          | 1        |
| Itálie         | 5        |
| Japonsko       | 5        |
| Nizozemsko     | 4        |
| Nový Zéland    | 1        |
| Norsko         | 10       |
| Polsko         | 4        |
| Portugalsko    | 12       |
| Španělsko      | 26       |
| Švédsko        | 4        |
| Švýcarsko      | 1        |
| Velká Británie | 1        |
| USA            | 1        |
| Svět           | 1        |